# Droit immobilier
Le droit immobilier est le terme générique qui regroupe l'ensemble des textes juridiques du droit public comme du droit privé concernant les immeubles, par opposition aux meubles.

## Présentation
Il s'agit d'une partie du droit des biens, et concerne aussi bien le droit des immeubles privés que le droit du patrimoine des personnes publiques.
Son champ est donc très large puisqu'il concerne notamment :
- le droit de la construction ;
- le droit des baux (habitation, commerciaux, civils, etc.) ;
- le droit de l'urbanisme ;
- le droit des hypothèques ;
- le droit des servitudes légales et conventionnelles ;
- le droit de la mitoyenneté ;
- le droit de la copropriété ;
- le droit des associations foncières et des associations syndicales ;
- le droit du domaine public ;
- le droit applicable à certaines professions spécialisées, comme les agents immobiliers, les notaires, les architectes, les maîtres d'œuvre, etc.